# USS Vixen (PY-4)
El USS Vixen (PY-4) fue un yate adquirido por la US Navy durante la Guerra Hispano-Estadounidense, que participó en la Batalla de Santiago de Cuba. Fue dado de alta durante la Primera Guerra Mundial cuando se le asignaron tareas de patrulla en la costa este de los Estados Unidos.

## Alta en los astilleros navales de Filadelfia
El Josephine,  era un yate de casco metálico a vapor, con aparejo auxiliar de goleta, construido en el año 1896 en Elizabethport, Nueva Jersey, por Lewis Nixon y que en el momento de su adquisición por la U.S. Navy el 9 de abril de 1898, era propiedad del financiero de Filadelfia, Pensilvania, Peter Arrell Brown Widener. Renombrado USS Vixen, el antiguo barco de recreo, fue armado y equipado para el servicio naval en el astillero Philadelphia Navy Yard donde fue dado de alta el 11 de abril de 1898, al mando del teniente Alex Sharp.

## Guerra Hispano-Estadounidense
Asignado a la estación del Atlántico Norte, el USS Vixen partió con rumbo a aguas cubanas el 7 de mayo, y arribó a la costa de Cuba nueve días después para realizar tareas de bloqueo, transporte de correo y de prisioneros, establecimiento de contacto con los insurgentes cubanos, desembarco de patrullas de reconocimiento. Entre sus pasajeros, se encontraba el coronel (y posterior presidente de los Estados Unidos) Theodore Roosevelt, de los "Rough Riders." También se encontraba como cadete el guardiamarina, y posteriormente almirante, Thomas C. Hart.
Entre el 13 y el 17 de junio de 1898, tomó parte en el bombardeo de  Santiago de Cuba, y el 3 de julio de 1898, tomó parte en la Batalla naval de Santiago de Cuba.
En esta última ocasión, el Vixen se encontraba patrullando en Santiago entre las 09:35 y las 09:45 a unas cuatro millas al oeste del Castillo del Morro. Cuando en torno a las 09:40, un mensajero reportó al comandante del buque teniente Sharp, que se había producido una explosión en la entrada del puerto. Cuando llegó a cubierta, Sharp casi inmediatamente vio al crucero Vizcaya.
Sharp ordenó la máxima velocidad y poner proa la puerto, para alertar de la salida de la escuadra del almirante Cervera. El Vizcaya disparó sobre el USS Vixen, sus disparos pasaron por encima de él. 
Tras romper el contacto con los buques de la escuadra española, volvió hacia ellos, y volvió a abrir fuego a las  11:05, cuando volvió a abrir fuego contra un gravemente dañado Vizcaya, el cual, había encallado poco antes y terminó arriando la bandera a las 11:07, momento en el que Sharp ordenó cesar el fuego. El yate se unió a la persecución de la última unidad pesada de la flota española, el, Cristóbal Colon, hasta que este último buque, también terminó encallado en la costa cubana.
Tras la conclusión de las hostilidades con España a finales de verano, el USS Vixen retornó a los Estados Unidos, entrando en Staten Island, (Nueva York), el 22 de septiembre. Posteriormente, puso rumbo sur hacia Norfolk (Virginia), donde entró el 19 de octubre.
Fue puesto en la reserva el 18 de enero de 1899, y dado de alta de nuevo el 17 de marzo, cuando navegó con rumbo a Key West (Florida), y al Mar Caribe el 21 de mayo.

## Servicios tras la guerra
En los siete años siguientes, el USS Vixen operó en aguas de Puerto Rico, transportando suministros, correos, provisiones, y pasajeros para la flota, intercalando estas tareas variadas con su viaje anual a Norfolk para ser puesto a punto. Durante este periodo, también sirvió como nodriza del monitor USS Amphitrite (BM-2), que estaba estacionado en Guantánamo, base a la que fue posteriormente asignado. 

## Servicio durante la Primera Guerra Mundial
Fue dado de baja en Pensacola, Florida, el 30 de marzo de 1906, donde permaneció hasta el 6 de diciembre de 1907, cuando fue cedido a la milicia naval del estado de Nueva Jersey. Permaneció en este destino hasta la entrada en la  Primera Guerra Mundial de los Estados Unidos, momento en el que fue dado de nuevo de alta el 2 de abril de 1917. Realizó patrullas en la costa este y tras la adquisición por parte de los Estados Unidos de las Islas Vírgenes a Dinamarca fue destacado a Saint Thomas (Islas Vírgenes).

## Baja y venta
Durante su visita por los puertos de las Indias Occidentales, el USS Vixen fue reclasificado como Yate de patrulla, recibiendo el numeral, PY-4, el 17 de julio de 1920. fue dado de baja por última vez el 15 de noviembre de 1922, el Vixen desapareció de la lista de buques de la US Navy y posteriormente, fue vendido el 22 de junio de 1923 a Fair Oaks Steamship Corp., de Nueva York.